# Gilbert Richmond
Gilbert Richmond (2 d'abril de 1909 - 14 de març de 1968) va ser un futbolista professional anglès que va jugar com a lateral. Va jugar a la Football League amb el Nelson FC i el Burnley.
Richmond va ser entrenador del club suec IS Halmia de 1947 a 1948 i de 1962 a 1963.